# Antal Kovács
Antal Kovács (Paks, 28 de mayo de 1972) es un deportista húngaro que compitió en judo.
Participó en los Juegos Olímpicos de Barcelona 1992, obteniendo una medalla de oro en la categoría de –95 kg. Ganó dos medallas en el Campeonato Mundial de Judo, oro en 1993 y plata en 2001, y seis medallas en el Campeonato Europeo de Judo entre los años 1992 y 2004.

## Palmarés internacional
| Juegos Olímpicos   | Juegos Olímpicos      | Juegos Olímpicos  | Juegos Olímpicos |
| Año                | Lugar                 | Medalla           | Categoría        |
| ------------------ | --------------------- | ----------------- | ---------------- |
| 1992               | Barcelona (España)    | Medalla de oro    | –95 kg           |
| Campeonato Mundial |                       |                   |                  |
| Año                | Lugar                 | Medalla           | Categoría        |
| 1993               | Hamilton (Canadá)     | Medalla de oro    | –95 kg           |
| 2001               | Múnich (Alemania)     | Medalla de plata  | –100 kg          |
| Campeonato Europeo |                       |                   |                  |
| Año                | Lugar                 | Medalla           | Categoría        |
| 1992               | París (Francia)       | Medalla de bronce | –95 kg           |
| 1993               | Atenas (Grecia)       | Medalla de bronce | –95 kg           |
| 2002               | Maribor (Eslovenia)   | Medalla de bronce | –100 kg          |
| 2003               | Düsseldorf (Alemania) | Medalla de bronce | –100 kg          |
| 2004               | Bucarest (Rumania)    | Medalla de plata  | –100 kg          |
| 2004               | Budapest (Hungría)    | Medalla de bronce | Abierta          |